# ماكس د. بارنز
ماكس د. بارنز (بالإنجليزية: Max D. Barnes)‏ هو كاتب أغاني أمريكي، ولد في 24 يوليو 1936 في Hard Scratch, Iowa ‏ في الولايات المتحدة، وتوفي في 11 يناير 2004 في ناشفيل في الولايات المتحدة.

## وصلات خارجية
- ماكس د. بارنز على موقع IMDb (الإنجليزية)
- ماكس د. بارنز على موقع ميوزك برينز (الإنجليزية)
- ماكس د. بارنز على موقع أول ميوزيك (الإنجليزية)
- ماكس د. بارنز على موقع ديسكوغز (الإنجليزية)